# ارمالایت ای‌آر۷
ارمالایت ای‌آر۷ (به انگلیسی: با نام کامل ArmaLite AR-7 Explorer) نام یک اسلحهٔ نیمه‌خودکار با کالیبر ۲۲ خفیف است. ای‌آر۷ توسعه‌یافتهٔ ارمالایت ای‌آر۵ بوده و از سوی نیروی هوایی ایالات متحده آمریکا به عنوان اسلحه بقای خلبانان و خدمه پرواز مورد استفاده قرار گرفت. نیروی هوایی اسرائیل هم با تغییراتی آن را برای خدمهٔ پرواز به کار گرفت. طراح این اسلحه یوجین استونر بود.